# Simpsonovi (2. řada)
Druhá řada amerického animovaného seriálu Simpsonovi je pokračování první řady tohoto seriálu. Byla vysílána na americké televizní stanici Fox od 11. října 1990 do 11. června 1991. V Česku pak tato řada měla premiéru 9. dubna 1993 na ČT1. Řada má celkem 22 dílů.

## Zajímavosti
- 1. díl vidělo najednou nejvíce diváků v celé historii seriálu (přes 33 milionů)
- V 2. dílu je zmíněn věk pana Burnse – 81 let; v pozdějších dílech je zmíněno 104 let
- V 2. dílu je také ztvárněn první animovaný polibek dvou mužů v historii
- 6. díl je jako první věnován rodině Neda Flanderse; Ned je zde poprvé ztvárněn jako silně věřící, Homer Simpson je poprvé po osmi letech, co sousedí s Flandersem, u něj v domě
- 13. díl získal cenu Emmy z celkových dvou nominací. Prvním vytvořeným dílem se stal díl 4., ale kvůli Bartově popularitě se jako první díl vysílal díl s příběhem věnovaném právě jemu.
- Bart Simpson je levák, přesto v osmém díle používá k psaní a držení golfové hole pravou ruku
- Bartova srážka s autem je druhým dílem z šesti za celou dobu historie Simpsonů, kdy je jeho název ukázán na obrazovce
- 11. díl je první se zkrácenou úvodní znělkou
- V 15. dílu se poprvé objevuje Homerova matka Mona Simpsonová a jeho nevlastní bratr Herbert Powell
- V 17. dílu se poprvé zmiňuje dědečkovo křestní jméno Abraham
- V posledním dílu Bart zjistí, že má krev typu 00
- DVD druhé řady vyšlo poprvé ve Spojených státech 6. srpna 2002 a v Evropě 8. července 2002, tedy dříve než v zemi, kde byla světová premiéra.

## Seznam dílů
| Č. v seriálu | Č. v řadě | Původní název                                         | Český název | Režie                                    | Scénář                                                                        | Premiéra v USA     | Premiéra v ČR    | Produkční kód |
| ------------ | --------- | ----------------------------------------------------- | --- | ---------------------------------------- | ----------------------------------------------------------------------------- | ------------------ | ---------------- | ------------- |
| 14           | 1         | Bart Gets an F                                        | Bart propadá | David Silverman                          | David M. Stern                                                                | 11. října 1990     | 23. dubna 1993   | 7F03          |
| 15           | 2         | Simpson and Delilah                                   | Homerova dobrá víla                                                                                              | Rich Moore                               | Jon Vitti                                                                     | 18. října 1990     | 16. dubna 1993   | 7F02          |
| 16           | 3         | Treehouse of Horror                                   | Zvlášť strašidelní Simpsonovi (ČT, Prima) Speciální čarodějnický díl (Disney+)                                   | Rich Moore, Wes Archer a David Silverman | John Swartzwelder, Jay Kogen, Wallace Wolodarsky, Edgar Allan Poe a Sam Simon | 25. října 1990     | 30. dubna 1993   | 7F04          |
| 17           | 4         | Two Cars in Every Garage and Three Eyes on Every Fish | Kdo s koho | Wes Archer                               | Sam Simon a John Swartzwelder                                                 | 1. listopadu 1990  | 9. dubna 1993    | 7F01          |
| 18           | 5         | Dancin' Homer                                         | Homer maskotem                                                                                                   | Mark Kirkland                            | Ken Levine a David Isaacs                                                     | 8. listopadu 1990  | 7. května 1993   | 7F05          |
| 19           | 6         | Dead Putting Society                                  | Golfová společnost                                                                                               | Rich Moore                               | Jeff Martin                                                                   | 15. listopadu 1990 | 28. května 1993  | 7F08          |
| 20           | 7         | Bart vs. Thanksgiving                                 | Bart kazisvět | David Silverman                          | John Swartwelder                                                              | 22. listopadu 1990 | 21. května 1993  | 7F07          |
| 21           | 8         | Bart the Daredevil                                    | Ďábelský Bart | Wes Archer                               | Jay Kogen a Wallace Wolodarsky                                                | 6. prosince 1990   | 14. května 1993  | 7F06          |
| 22           | 9         | Itchy & Scratchy & Marge                              | Za všechno může televize                                                                                         | Jim Reardon                              | George Meyer                                                                  | 20. prosince 1990  | 4. června 1993   | 7F09          |
| 23           | 10        | Bart Gets Hit by a Car                                | Bartova srážka s autem                                                                                           | Mark Kirkland                            | John Swartzwelder                                                             | 10. ledna 1991     | 11. června 1993  | 7F10          |
| 24           | 11        | One Fish, Two Fish, Blowfish, Blue Fish               | Není ryba jako ryba                                                                                              | Wesley M. Archer                         | Nell Scovellová                                                               | 24. ledna 1991     | 18. června 1993  | 7F11          |
| 25           | 12        | The Way We Was                                        | Takoví jsme byli                                                                                                 | David Silverman                          | Al Jean, Mike Reiss a Sam Simon                                               | 31. ledna 1991     | 25. června 1993  | 7F12          |
| 26           | 13        | Homer vs. Lisa and the 8th Commandment                | Homer a desatero aneb Každý krade jak dovede (ČT) Homer a desatero aneb Každý krade, jak dovede (Prima, Disney+) | Rich Moore                               | Steve Pepoon                                                                  | 7. února 1991      | 2. července 1993 | 7F13          |
| 27           | 14        | Principal Charming                                    | Láska klíčí i v ředitelně                                                                                        | Mark Kirkland                            | David M. Stern                                                                | 14. února 1991     | 10. září 1993    | 7F15          |
| 28           | 15        | Oh Brother, Where Art Thou?                           | Ach, rodný bratře, kde tě mám?                                                                                   | W.M. „Bud“ Archer                        | Jeff Martin                                                                   | 21. února 1991     | 17. září 1993    | 7F16          |
| 29           | 16        | Bart's Dog Gets an F                                  | Spasitel trapitel                                                                                                | Jim Reardon                              | Jon Vitti                                                                     | 7. března 1991     | 3. září 1993     | 7F14          |
| 30           | 17        | Old Money                                             | Dědovo dědictví                                                                                                  | David Silverman                          | Jay Kogen a Wallace Wolodarsky                                                | 28. března 1991    | 24. září 1993    | 7F17          |
| 31           | 18        | Brush with Greatness                                  | Síla talentu | Jim Reardon                              | Brian K. Roberts                                                              | 11. dubna 1991     | 1. října 1993    | 7F18          |
| 32           | 19        | Lisa's Substitute                                     | Lízin let do nebe (ČT, Prima) Lisin let do nebe (Disney+)                                                        | Rich Moore                               | Jon Vitti                                                                     | 25. dubna 1991     | 8. října 1993    | 7F19          |
| 33           | 20        | The War of the Simpsons                               | Válka Simpsonových                                                                                               | Mark Kirkland                            | John Swartzwelder                                                             | 2. května 1991     | 15. října 1993   | 7F20          |
| 34           | 21        | Three Men and a Comic Book                            | Drobné kiksy nad komiksy                                                                                         | Wes Archer                               | Jeff Martin                                                                   | 9. května 1991     | 22. října 1993   | 7F21          |
| 35           | 22        | Blood Feud                                            | Krevní msta | David Silverman                          | George Meyer                                                                  | 11. července 1991  | 29. října 1993   | 7F22          |